# Heineken Open 2015
L'Heineken Open 2015 è un torneo di tennis giocato sul cemento, facente parte della categoria ATP World Tour 250 series nell'ambito dell'ATP World Tour 2015. È la 59ª edizione dell'Heineken Open. Si gioca nell'ASB Tennis Centre di Auckland in Nuova Zelanda, dal 12 al 17 gennaio 2015.

## Partecipanti

### Teste di serie
| Nazionalità   | Giocatore              | Ranking* | Testa di serie |
| ------------- | ---------------------- | -------- | -------------- |
| Spagna        | David Ferrer           | 10       | 1              |
| Lettonia      | Ernests Gulbis         | 13       | 2              |
| Spagna        | Roberto Bautista Agut  | 15       | 3              |
| Sudafrica     | Kevin Anderson         | 16       | 4              |
| Spagna        | Tommy Robredo          | 17       | 5              |
| Colombia      | Santiago Giraldo       | 32       | 6              |
| Spagna        | Guillermo García López | 36       | 7              |
| Stati Uniti   | Steve Johnson          | 37       | 8              |
| Taipei cinese | Lu Yen-hsun            | 38       | 9              |

* Ranking al 5 gennaio 2015.

### Altri partecipanti
I seguenti giocatori hanno ricevuto una wildcard per il tabellone principale:
- Borna Ćorić
- Jose Rubin Statham
- Michael Venus

I seguenti giocatori sono passati dalle qualificazioni: 

- Kenny de Schepper
- Alejandro González
- Gō Soeda
- Jiří Veselý

## Punti e montepremi
| Torneo    | Torneo              | V      | F      | SF     | QF     | 2T    | 1T    | Q  | Q3  | Q2  | Q1 |
| Singolare | Punti               | 250    | 150    | 90     | 45     | 20    | 0     | 12 | 6   | 0   | 0  |
| Singolare | Premi in denaro ($) | 82.500 | 43.450 | 23.535 | 13.410 | 7.900 | 4.680 | –  | 755 | 360 | 0  |
| Doppio    | Punti               | 250    | 150    | 90     | 45     | 0     | –     | –  | –   | –   | –  |
| Doppio    | Premi in denaro ($) | 25.060 | 13.200 | 7.140  | 4.090  | 2.390 | –     | –  | –   | –   | –  |

## Campioni

### Singolare
Jiří Veselý ha sconfitto in finale  Adrian Mannarino per 6-3, 6-2.
- È il primo titolo ATP in carriera per Veselý.

### Doppio
Raven Klaasen /  Leander Paes hanno sconfitto in finale  Dominic Inglot /  Florin Mergea per 7-6(1), 6-4.